# Zenonia 2
Zenonia 2: The Lost Memories ist die Fortsetzung von Zenonia, einem Action-Rollenspiel, das von Gamevil für iOS und Android entwickelt, erstellt und veröffentlicht wurde. Es wurde am 29. März 2010 im App Store, am 24. Dezember 2010 im Google Play Store und im ersten Quartal 2011 im Amazon Appstore veröffentlicht.

## Handlung
Im Prolog des Spiels heißt es, dass vier Helden beauftragt wurden, das Siegel des bösen Drachen Ladon nach den Ereignissen des ersten Spiels zu bewachen, da Regret nirgendwo zu finden ist. Doch langsam werden die Menschen korrumpiert, so dass die Götter von Zenonia keine andere Wahl haben, als die Erinnerungen an alle im Land zu löschen, um mit dem „Baum des Lebens“ den Frieden wiederherzustellen. Nun suchen die Bewohner von Deva Castle nach einer Möglichkeit, ihre verlorenen Erinnerungen wiederherzustellen und Ladon gefangen zu halten, indem sie die vier Edelsteine finden. Jeder der vier wählbaren Charaktere hat einen spezifischen Prolog, der die Ereignisse des Spiels festlegt, in dem die vier Charaktere zwangsläufig im Kerker von Deva Castle eingesperrt sind. Nach der Flucht erhalten die Charaktere ein Ultimatum: Sie müssen dafür sorgen, dass Zavkiel die vier Edelsteine zurückholt und dadurch ihre Wünsche erfüllt werden oder sie werden erneut eingekerkert. Nach der Wahl des ersteren beginnt das Abenteuer.
Jeder der Charaktere hat seine eigene Hintergrundgeschichte und Motivationen. Daza, der Krieger, ist das letzte verbliebene Mitglied des Minotaurus-Stammes; Ecne, der Revolverheld, ist auf einer Mission, um ihren älteren Bruder zu finden; Morpice, der Magier, wurde von dem Magier Zealous aufgenommen und anschließend ausgebildet, nachdem er verwaist war; und Lu, der Paladin, will seinen Großvater retten.

## Spielprinzip
Ähnlich wie sein Vorgänger, bietet Zenonia 2 immer noch Echtzeit-Kämpfe und -Erkundung. Der Spieler hat vier Charaktere zur Auswahl: Daza, Ecne, Morpice und Lu. Daza ist ein Krieger der Nahkampfklasse mit hoher Stärke und Geschwindigkeit, aber niedriger Verteidigung. Ecne ist ein Schütze der Distanzklasse mit hoher Ausweich- und Angriffskraft, aber niedriger Verteidigung. Morpice ist ein Magier der Entfernungsklasse, der sich bei seinen magischen Angriffen auf seinen Vorrat an SP (Skillpunkten) verlässt. Lu ist ein Paladin der Nahkampfklasse mit hohen Verteidigungs- und Heilzaubern, aber geringer Angriffskraft. Alle Charaktere werden über das virtuelle D-Pad gesteuert, das sich in der linken unteren Ecke des Bildschirms befindet. Sie kann zusammen mit der Aktionstaste unten rechts auf dem Bildschirm eingestellt werden. Zenonia 2 ist ein typisches Action-Rollenspiel, mit Quests, Fertigkeitsbäumen, Leveling Up und Kämpfen. Es verfügt auch über ein PvP-System (Player versus Player), in dem Benutzer ihre Charaktere gegen die Charaktere anderer Spieler testen können.

## Rezeption
Zenonia 2 wurde weitgehend positiv aufgenommen. Es wurde von Pocket Gamer mit 7/10 Punkten ausgezeichnet und erhielt eine Bronze-Auszeichnung, aber mit Kritik, die auf das Fehlen wesentlicher Änderungen gegenüber dem ersten Spiel gerichtet war. Slide to Play gab ihm 4 von 4 Punkten, bezeichnete ihn als „Must-Have“-Titel und sagte: „Das erste spielerische RPG des iPhone ist wieder da und setzt die Messlatte immer wieder höher.“ 148Apps gab dem Spiel 4 von 5 Sternen und sagte, dass Zenonia 2 zwar nicht mehr wie sein Vorgänger das beste RPG seiner Zeit im App Store war, aber dennoch „… ein exzellentes, traditionelles Herumtollen durch eine altmodische Welt war“.